# Misumenoides nigromaculatus
Misumenoides nigromaculatus är en spindelart som först beskrevs av Eugen von Keyserling 1880.  Misumenoides nigromaculatus ingår i släktet Misumenoides och familjen krabbspindlar. Inga underarter finns listade i Catalogue of Life.